# Pimpinella deverroides
Pimpinella deverroides är en flockblommig växtart som beskrevs av Pierre Edmond Boissier. Pimpinella deverroides ingår i släktet bockrötter, och familjen flockblommiga växter. Inga underarter finns listade i Catalogue of Life.